# La Lengua Chaná: Patrimonio Cultural de Entre Ríos
La Lengua Chaná: Patrimonio Cultural de Entre Ríos es un libro publicado en 2013 en Argentina, escrito por Blas Wilfredo Omar Jaime y José Pedro Viegas Barros, que presenta el primer trabajo sistemático sobre la cultura y la lengua de la etnia chaná en la modernidad, y contiene una descripción histórica y lingüística del idioma, un diccionario bilingüe y unos textos tradicionales de esta nación originaria.

## Publicación
La Editorial de Entre Ríos realizó la publicación del libro, que viene acompañado de un soporte digital que también se distribuyó en forma gratuita a instituciones educativas y culturales de la provincia.

## Difusión
La obra se presentó públicamente el 26 de marzo de 2014 en la ciudad de Nogoyá, la ciudad natal del coautor y descendiente de chanás Blas Jaime. El acto se realizó en la Casa de la Cultura de Nogoyá, y estuvieron presentes el ministro de cultura y comunicación de la provincia, Pedro Báez, y un representante de la Editorial de Entre Ríos que publicó el libro, José María Blanco.

## En la cultura popular
El 27 de diciembre de 2015 se inauguró en la localidad de Viale de la provincia de Entre Ríos, Argentina, un mural de catorce metros de largo por cinco metros de alto, llegando a unos setenta metros cuadrados de superficie, realizado por Bárbara Siebenlist y Negro Romero, inspirado en este libro y en homenaje a los pueblos originarios de la región por el sufrimiento que padecieron tras el ataque a sus derechos y cultura. La obra se realizó en frente al polideportivo de la municipalidad.